# Harry Svendsen
Sigur Harry Svendsen, także Sigur Harry Aspestrand (ur. 2 stycznia 1895 w Strömstad, zm. 20 stycznia 1960 w Oslo) – norweski pływak z początków XX wieku, uczestnik igrzysk olimpijskich.
Jako siedemnastolatek wystartował na V Letnich Igrzysk Olimpijskich w Sztokholmie, gdzie wystartował na dystansie 100 metrów stylem grzbietowym. W trzecim wyścigu eliminacyjnym zajął, z czasem 1:47,2, trzecie miejsce. Oznaczało to dla Svendsena koniec rywalizacji.
Svendsen reprezentował barwy Oslo Kappsvømmingsklubb.